# Tachina pictilis
Tachina pictilis är en tvåvingeart som först beskrevs av Henry J. Reinhard 1942.  Tachina pictilis ingår i släktet Tachina och familjen parasitflugor.
Artens utbredningsområde är Oregon. Inga underarter finns listade i Catalogue of Life.